# Franciszek Starowieyski

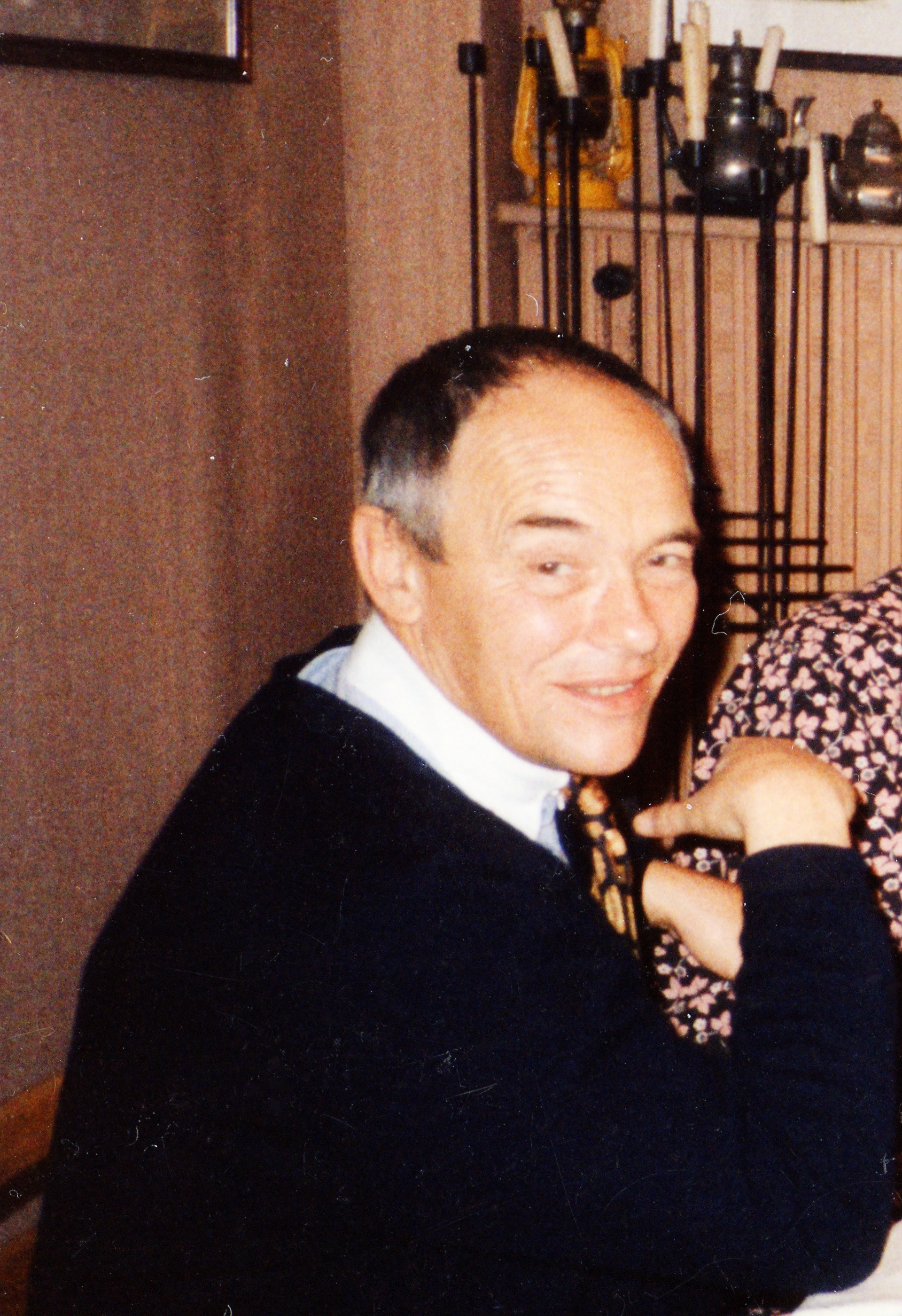
Franciszek Starowieyski, 1990

Adels-Wappen der Bibersteiner

Franciszek Andrzej Bobola Biberstein-Starowieyski (* 8. Juli 1930 in Bratkówka bei Krosno, Polen; † 23. Februar 2009 in Warschau) war ein auch unter dem Künstler-Pseudonym Jan Byk bekannter polnischer Grafiker, Maler und Bühnenbildner.

## Leben und Schaffen
Starowieyski entstammte der Adelsfamilie Biberstein-Starowieyski. 1949–1955 studierte er an den Kunsthochschulen in Krakau und Warschau. Der Künstler spezialisierte sich auf Poster, Malerei, Bühnenbilder und Buch-Illustrationen. Er war Mitglied der Internationalen Allianz der Graphikdesigner (AGI). Neben Henryk Tomaszewski und Jan Lenica zählte er zu den bekanntesten polnischen Plakatschöpfern.
Seine Werke zeichneten sich aus durch eine reiche Ornamentik. Von ihm bevorzugte Motive waren das Vergehen, der Tod und das Ende der Zivilisation.
Seine Kunst war von der lebensfrohen barocken Üppigkeit gekennzeichnet. Er arbeitete gerne vor gesammelten Zuschauern, zeichnete blitzschnell großformatige Frauenakte. Diese Spektakel nannte er „Theater der Zeichnung“. Um seine Vorliebe zur Barockkunst zu unterstreichen, signierte Starowieyski seine Werke mit einer um 300 Jahre früheren Jahreszahl.
In dem Historiendrama Danton (1983) von Andrzej Wajda verkörperte er in einer Nebenrolle den Maler Jacques-Louis David.
Nach Angaben seiner Familie verstarb er im Alter von 78 Jahren am 23. Februar 2009 in der polnischen Hauptstadt Warschau.

## Auszeichnungen (Auswahl)
- 2000 – 3. Preis, Internationale Biennale der Posterkunst, Warschau
- 1982 – Silberner Hugo „Best Professional Artist“, Film-Grafikdesign Wettbewerb
- 1979 – Gold-Plakette des International Film Festival Chicago (USA)
- 1978 – 2. Preis, Internationale Biennale der Posterkunst, Warschau
- 1974 – Grand Prix in der Kategorie Kinoposter des Internationalen Film Festivals Cannes
- 1974 – 2. Preis, Internationale Biennale der Posterkunst, Warschau
- 1973 – Preisträger der Internationalen Biennale der Künste von São Paulo (Brasilien)